# Heteromolpadia tridens
Heteromolpadia tridens is een zeekomkommer uit de familie Molpadiidae.
De wetenschappelijke naam van de soort werd in 1901 gepubliceerd door Carel Philip Sluiter.